# پایگاه هوایی حماة
پایگاه هوایی حمات (عربی: مطار حماة العسكري) (یاتا: OS58) پایگاه هوایی واقع در حمات سوریه است.